# Ум белият делфин
„Ум белият делфин“ (на френски: Oum le dauphin blanc) е анимационен френски телевизионен сериал, излъчен за първи път през 1971 година по втори канал на френската телевизия. Създаден е от Владимир Тарта и реализиран от Рене Борг.
Разказва се за приключенията на един бял, много красив и много интелигентен делфин, който винаги спасява своите приятели - 13-годишния Ян и 7-годишната Марина от опасности. Те са брат и сестра, които живеят със своя чичо Патрик, един стар моряк, както и с много други животни – коала, птици и други. По време на тези приключения, Ум намира един женски бял делфин и двамата имат малък делфин, наречен Титум.

## „Ум белият делфин“ в България
През периода 1974-1977 г. сериалът се излъчва по Първа програма с дублаж.
След 1980 г. започва повторно излъчване като част от програмата „Лека нощ, деца“. След това се излъчва в сутрешния и в следобедния блок за анимации на телевизията.
Ролите се озвучават от артистите Румелия Знаменова (Марина), з.а. Надя Топалова (Ян), Васил Бъчваров (Жан Себастиян), Владимир Бонев (Чичо Патрик) и Стефан Стефанов.